# Mark Smith (hockey sur glace)
Pour les articles homonymes, voir Mark Smith (homonymie) et Smith.
Mark Christopher Smith (né le 24 octobre 1977 à Edmonton dans la province d'Alberta Canada) est un joueur professionnel canadien de hockey sur glace. Il évoluait au poste de centre.

## Biographie
Il joue quatre saisons avec les Hurricanes de Lethbridge de la Ligue de hockey de l'Ouest avant de se joindre à l'organisation des Sharks de San José. Il évolue deux saisons complètes avec le club-école des Sharks, les Thoroughblades du Kentucky avant d'obtenir sa première chance dans la Ligue nationale de hockey lors de la saison 2000-2001.
Il joue pour les Sharks jusqu'à la fin de la saison 2006-2007. Il passe aux Flames de Calgary au cours de l'été 2007. Fait à noter, il a joué 20 parties pour les Salmon Kings de Victoria de la East Coast Hockey League lors du lock-out de la LNH en 2004-2005.

## Statistiques
Pour les significations des abréviations, voir Statistiques du hockey sur glace.
| Saison     | Équipe                     | Ligue      |     | Saison régulière | Saison régulière | Saison régulière | Saison régulière | Saison régulière |   | Séries éliminatoires | Séries éliminatoires | Séries éliminatoires | Séries éliminatoires | Séries éliminatoires |
| Saison     | Équipe                     | Ligue      | PJ  | B                | A                | Pts              | Pun              | PJ               | B | A                    | Pts                  | Pun                  |                      |                      |
| 1993-1994  | Hawks de Nipawin           | SJHL       | 62  | 14               | 12               | 26               | 44               | -                | - | -                    | -                    | -                    |                      |                      |
| 1994-1995  | Hurricanes de Lethbridge   | LHOu       | 49  | 3                | 4                | 7                | 25               | -                | - | -                    | -                    | -                    |                      |                      |
| 1995-1996  | Hurricanes de Lethbridge   | LHOu       | 71  | 11               | 24               | 35               | 59               | 4                | 2 | 0                    | 2                    | 2                    |                      |                      |
| 1996-1997  | Hurricanes de Lethbridge   | LHOu       | 62  | 19               | 38               | 57               | 125              | 19               | 7 | 13                   | 20                   | 51                   |                      |                      |
| 1997-1998  | Hurricanes de Lethbridge   | LHOu       | 70  | 42               | 67               | 109              | 206              | 3                | 0 | 2                    | 2                    | 18                   |                      |                      |
| 1997-1998  | Thoroughblades du Kentucky | LAH        | -   | -                | -                | -                | -                | 2                | 0 | 0                    | 0                    | 0                    |                      |                      |
| 1998-1999  | Thoroughblades du Kentucky | LAH        | 78  | 18               | 21               | 39               | 101              | 12               | 2 | 7                    | 9                    | 16                   |                      |                      |
| 1999-2000  | Thoroughblades du Kentucky | LAH        | 79  | 21               | 45               | 66               | 153              | 9                | 0 | 5                    | 5                    | 22                   |                      |                      |
| 2000-2001  | Thoroughblades du Kentucky | LAH        | 6   | 2                | 6                | 8                | 23               | -                | - | -                    | -                    | -                    |                      |                      |
| 2000-2001  | Sharks de San José         | LNH        | 42  | 2                | 2                | 4                | 51               | -                | - | -                    | -                    | -                    |                      |                      |
| 2001-2002  | Sharks de San José         | LNH        | 49  | 3                | 3                | 6                | 72               | -                | - | -                    | -                    | -                    |                      |                      |
| 2002-2003  | Sharks de San José         | LNH        | 75  | 4                | 11               | 15               | 64               | -                | - | -                    | -                    | -                    |                      |                      |
| 2003-2004  | Sharks de San José         | LNH        | 36  | 1                | 3                | 4                | 72               | 10               | 1 | 0                    | 1                    | 11                   |                      |                      |
| 2004-2005  | Salmon Kings de Victoria   | ECHL       | 20  | 6                | 9                | 15               | 41               | -                | - | -                    | -                    | -                    |                      |                      |
| 2005-2006  | Sharks de San José         | LNH        | 80  | 9                | 15               | 24               | 97               | 11               | 3 | 0                    | 3                    | 6                    |                      |                      |
| 2006-2007  | Sharks de San José         | LNH        | 41  | 3                | 10               | 13               | 42               | 3                | 0 | 0                    | 0                    | 4                    |                      |                      |
| 2007-2008  | Flames de Calgary          | LNH        | 54  | 1                | 3                | 4                | 59               | -                | - | -                    | -                    | -                    |                      |                      |
| Totaux LNH | Totaux LNH                 | Totaux LNH | 377 | 23               | 47               | 70               | 457              | 24               | 4 | 0                    | 4                    | 21                   |                      |                      |

## Trophées et honneurs personnels
- Ligue de hockey de l'Ouest
  - 1996-1997 : champion de la Coupe du Président avec les Hurricanes de Lethbridge.
  - 1997-1998 : nommé dans la deuxième équipe d'étoiles de l'association de l'Est de la LHOu.

## Transactions en carrière
- 27 septembre 2007 : signe un contrat en tant qu'agent libre avec les Flames de Calgary.